# الیکایی سینه‌بلوطی
الیکایی سینه‌بلوطی (نام علمی: Cyphorhinus thoracicus) نام یک گونه از سرده الیکایی‌های کج‌بینی است.